# Зелена линија (група армија Ф)
Зелена линија је нова главна линија одбране коју је 10. октобра 1944. наређено да поседну Друга оклопна армија и Група армија Е. Линија се протезала од ушћа Зрмање до Дурмитора, и даље на исток. Била је поседнута методом утврђених тачака, са кључним утврђеним областима Книна и Мостара. С обзиром на одвијање Београдске операције и продор Црвене армије преко Велике Мораве, немачка Врховна команда је 20. октобра донела одлуку да се главна линија одбране, Зелена линија, уместо на Дурмитор и даље на исток, постави од Гацка на север, на реку Дрину. Та линија одбране, од Велебита до ушћа Дрине и даље у Срем, иако на више места нарушена од снага НОВЈ, важила је као заповест за снаге Југоистока до почетка априла 1945.
С обзиром на напредовање Црвене армије у Банату и источној Србији, имајући у виду неуспех Армијске групе Е из Грчке да се пробије у ту област, било је неопходно преусмеравање снага. Немачка Врховна команда 10. октобра 1944. одобрила је план Друге оклопне армије да повуче своју главну одбрамбену линију са јадранске обале на планинску линију од ушћа Зрмање до Дурмитора. Према плану, то је требало омогућити уштеду трупа и пребацивање 118. ловачке и 264. пешадијске дивизије у Панонију.
Збивања у Мађарској, продор Црвене армије преко Велике Мораве 10. октобра 1944. и неуспех Армијске групе Е да се пробије на север преко Врања, навели су немачку Врховну команду да нареди снагама Југоистока да поставе нову главну линију одбране, од Дунава, преко Срема, реком Дрином, на Гацко. Тиме је стављено ван снаге важење претходне, Плаве линије (Ђердап - Скопље - Скадар) и потпуно дефинисана Зелена линија.
Са савезничке стране, Зелена линија била је у одговорности снага НОВЈ.
Немачка Команда Југоистока имала је два главна проблема у извршавању овог наређења: с једне стране, Зелена линија је на више места била нарушена наступањем делова НОВЈ. С друге стране, око половине снага Југоистока (Група армија Е) налазила се изван ове линије, изолована и спречена да се на очекивани начин укључи у ратни напор на југу и југоистоку. Њен 21. армијски корпус био је блокиран на југу Црне Горе, 22, 91, претходница Шојерлен и друге армијске јединице између Новог Пазара и Солуна, а Корпус Милер (касније 34. АК) на Краљевачком мостобрану, штитећи њихово извлачење.
План Друга оклопна армија о повлачењу на Зелену линију и остваривању резерве која би била упућена у Панонију, такође је ометен. Девета дивизија НОВЈ заузела је Ливно 10. октобра 1944. На јужном крилу, 369. дивизија, која је требало да преузме зону 118. ловачке дивизије, претрпела је тешке поразе и била је озбиљно уздрмана, па су од целе дивизије почетком октобра транспортована за Београд само два батаљона 750. пука. На северном крилу, Осми корпус НОВЈ својим притиском није дозволио одвајање 264. дивизије, тако да је транспортовано свега неколико чета. Главнина ове дивизије, заједно са деловима 373, уништени су у Книнској операцији почетком децембра 1944. Тако је настао "150 км широк отвор на фронту Книн - Мостар", који је забрињавао Немце.
Снаге НОВЈ држале су Тузлу (од 17. септембра) и Травник (од 22. октобра 1944). За линију Дрине између Вишеграда и ушћа, вођене су непрекидне променљиве борбе.
Упркос томе што је Зелена линија била на много места компромитована, немачка Врховна команда инсистирала је на њој, јер је њена одбрана играла важну улогу у планираној противофанзиви у јужној Мађарској са циљем поновног избијања на Дунав (Фрилингсервахен). Стога је у јануару 1945. немачка 22. дивизија упућена на Дрину, са задатком да поново успостави одбрану на њој. Овај покушај завршен је неуспехом (борбе на Дрини фебруара 1945), а средином фебруара снаге НОВЈ (ЈА) заузеле су целу област Мостара (Мостарска операција).
Тиме је Зелена линија практично постала ирелевантна. Почетком априла, Врховна команда одобрила је евакуацију Сарајева, а недуго затим, настао је општи слом немачких снага.